# Jouko Alila
Jouko Antero Alila (Muhos, 18 november 1950) is een voormalig profvoetballer uit Finland, die speelde als middenvelder gedurende zijn carrière. Hij beëindigde zijn actieve loopbaan in 1984 bij de Finse club KTP Kotka.

## Interlandcarrière
Alila kwam – inclusief duels voor de olympische ploeg – in totaal vier keer uit voor de nationale ploeg van Finland in 1980, en scoorde één keer in dat jaar. Hij maakte zijn debuut onder leiding van bondscoach Esko Malm op 25 juni 1980 in de vriendschappelijke uitwedstrijd tegen IJsland (1-1) in Reykjavik, net als Tomi Jalo, Vesa Pulliainen, Jouko Soini en Ari Tissari. Alila vertegenwoordigde zijn vaderland in datzelfde jaar bij de Olympische Spelen in Moskou, waar Finland werd uitgeschakeld in de eerste ronde.

## Erelijst
KTP Kotka
- Suomen Cup

1980